# Brie (Somme)
 Brie  es una población y comuna francesa, en la región de Picardía, departamento de Somme, en el distrito de Péronne y cantón de Péronne, región de Hauts-de-France.

## Demografía
| 310 | 319 | 299 | 310 | 307 | 301 |
| Para los censos de 1962 a 1999 la población legal corresponde a la población sin duplicidades (Fuente: INSEE [Consultar]) |     |     |     |     |     |